# 運輸技術センター
運輸技術センター（うんゆぎじゅつセンター、英語: Transportation Technology Center, Inc.、略称: TTCI）は、アメリカ合衆国の鉄道研究機関。

## 概要
アメリカ鉄道協会の傘下の技術研究のための機関で、コロラド州プエブロの34 km北東にあるアメリカ合衆国運輸省の所有する52平方マイルの実験施設（プエブロ実験線）の運営と保守を行っている。プエブロ実験線は、連邦鉄道局との保守・管理契約に基づいて運営されている。
TTCIはいくつかの特殊な設備や線路を保有しており、この設備で、動力車、貨車、旅客車の試験、車両と線路の設備や安全設備などの試験を行うことができる。

## 実験線
この実験線は1969年から1971年にかけて空気浮上式鉄道を含む高速鉄道車両の開発を目的として使用されたものの、1974年にアメリカでの高速鉄道車両の自主開発が放棄されたことにより、多目的実験線として運用される事になった。1998年1月1日の民営化により、現在の組織になった。
実験線は、総延長77 km、環状部21.7 km、最高速度265 km/hで、その他にも様々な項目別の試験線がある。日本の軌間可変電車の耐久試験もここで実施された。

## ギャラリー

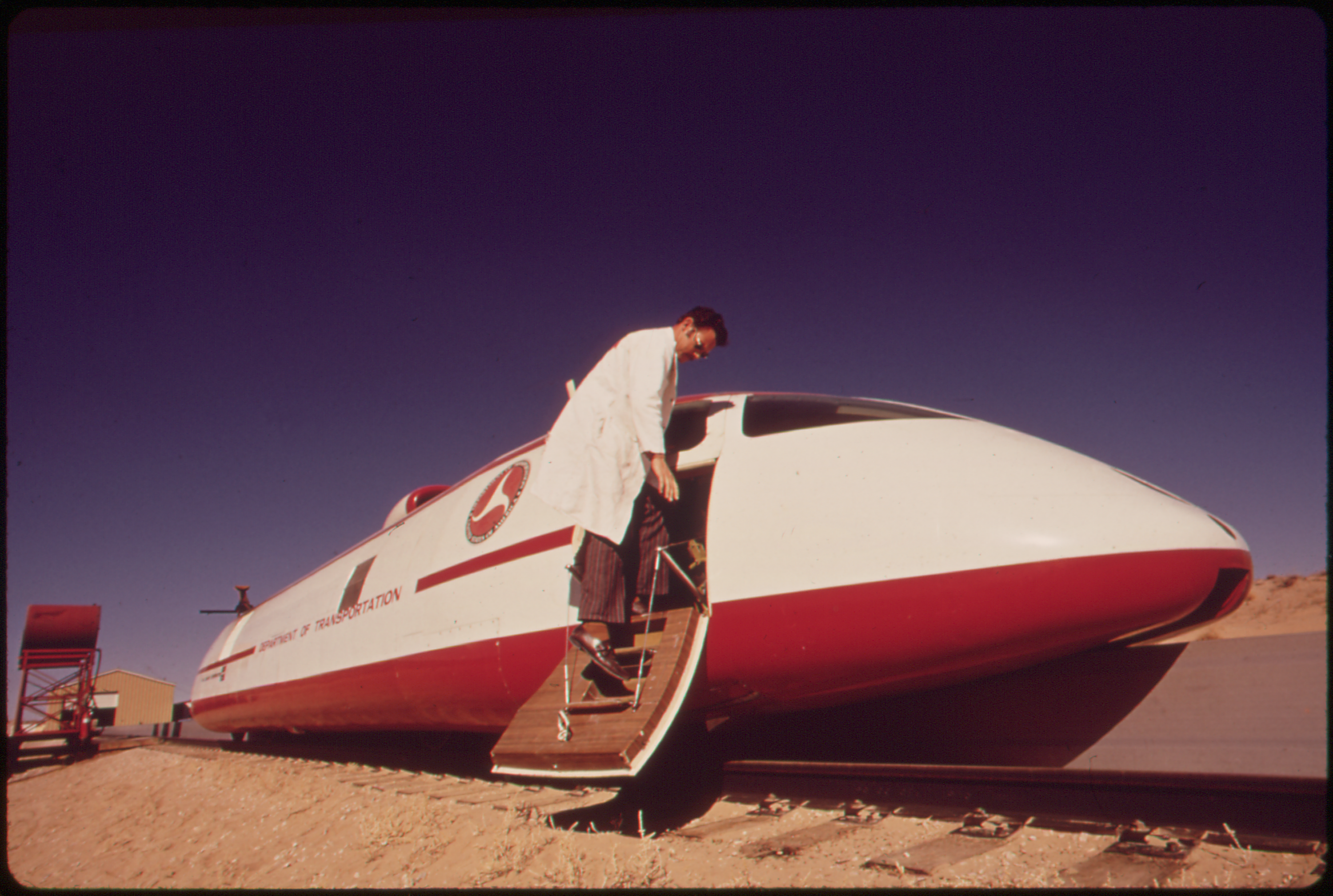
リニア誘導モータ推進のLIMTV
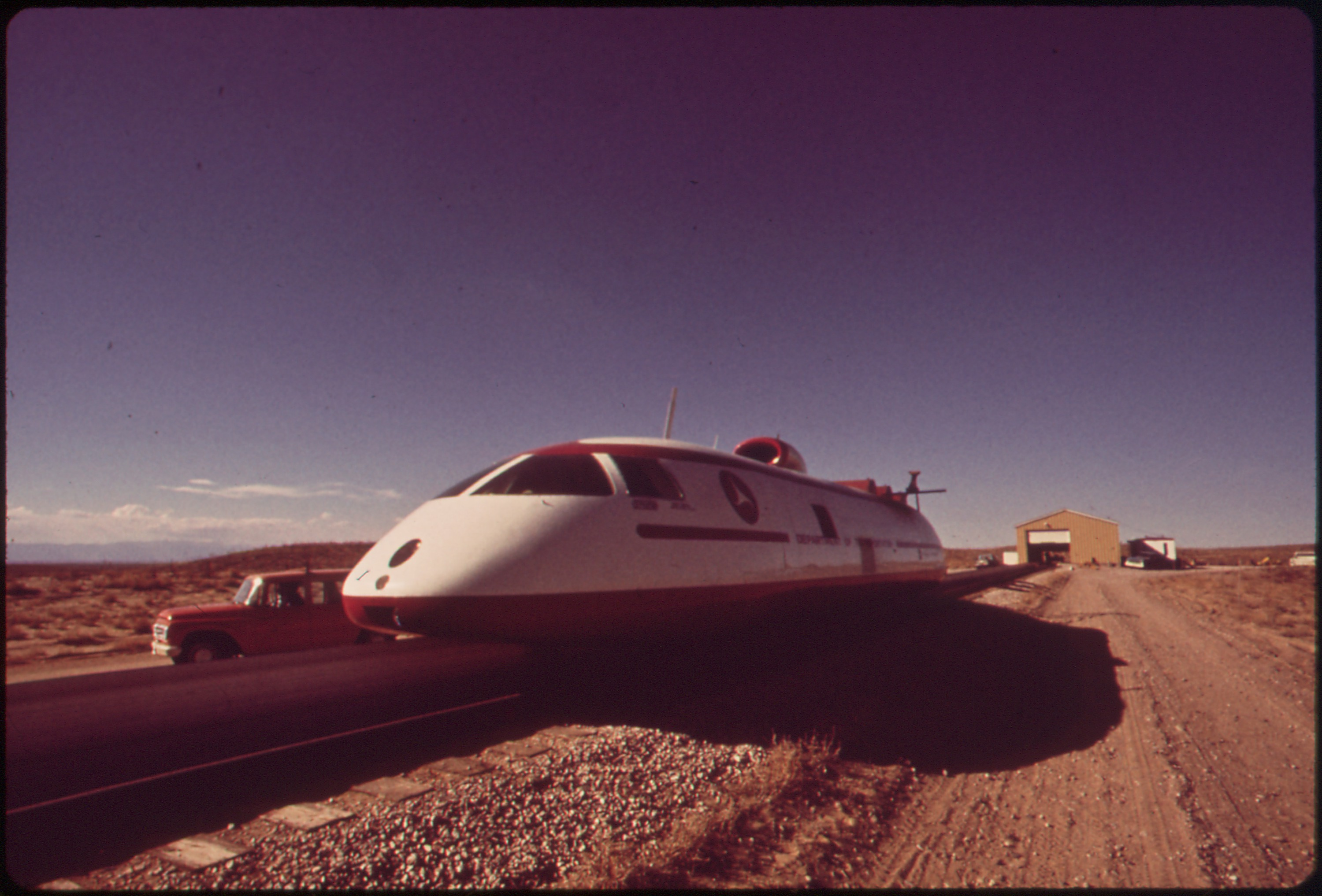
1970年代に試験されたLIMTV
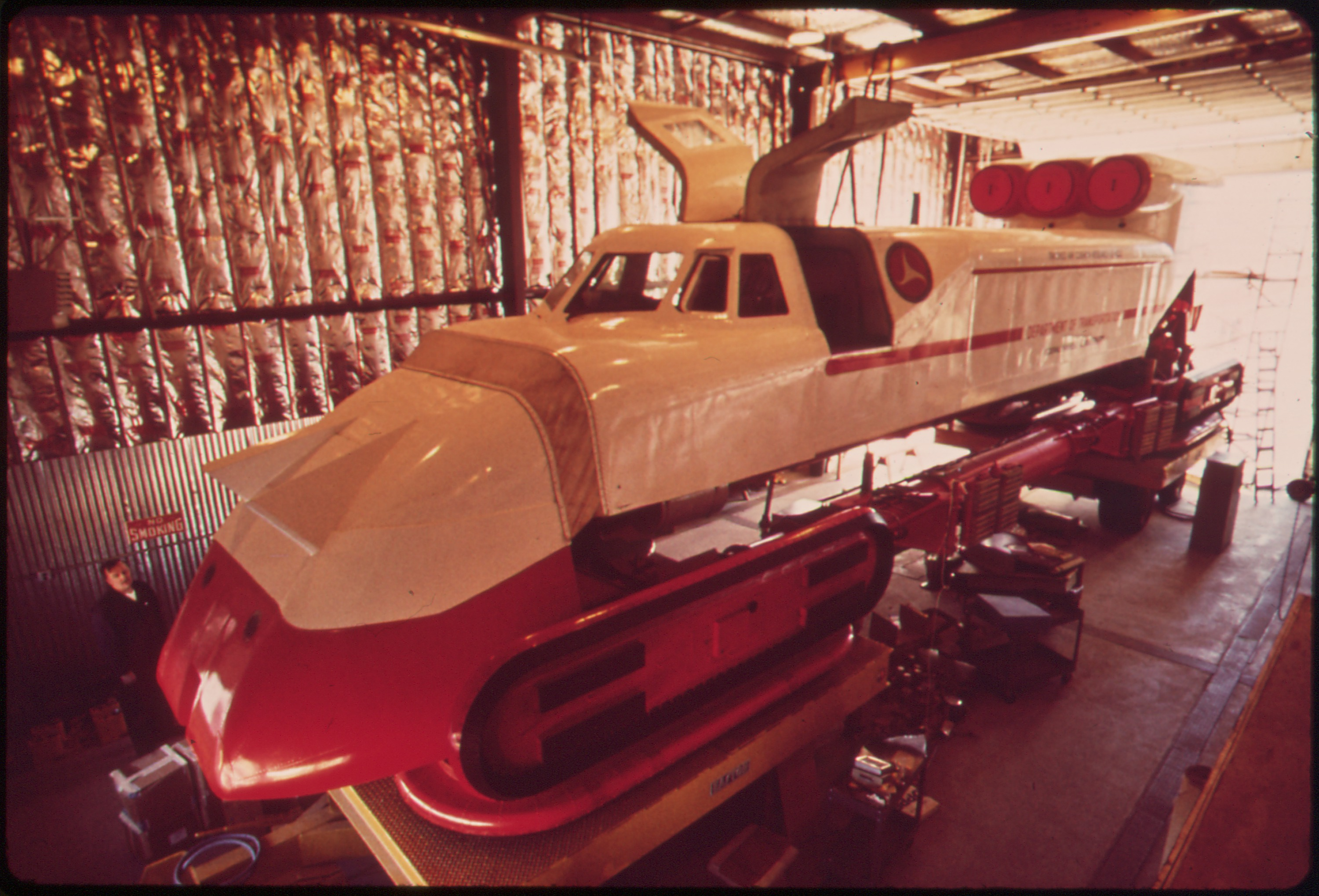
空気浮上式のTACRV
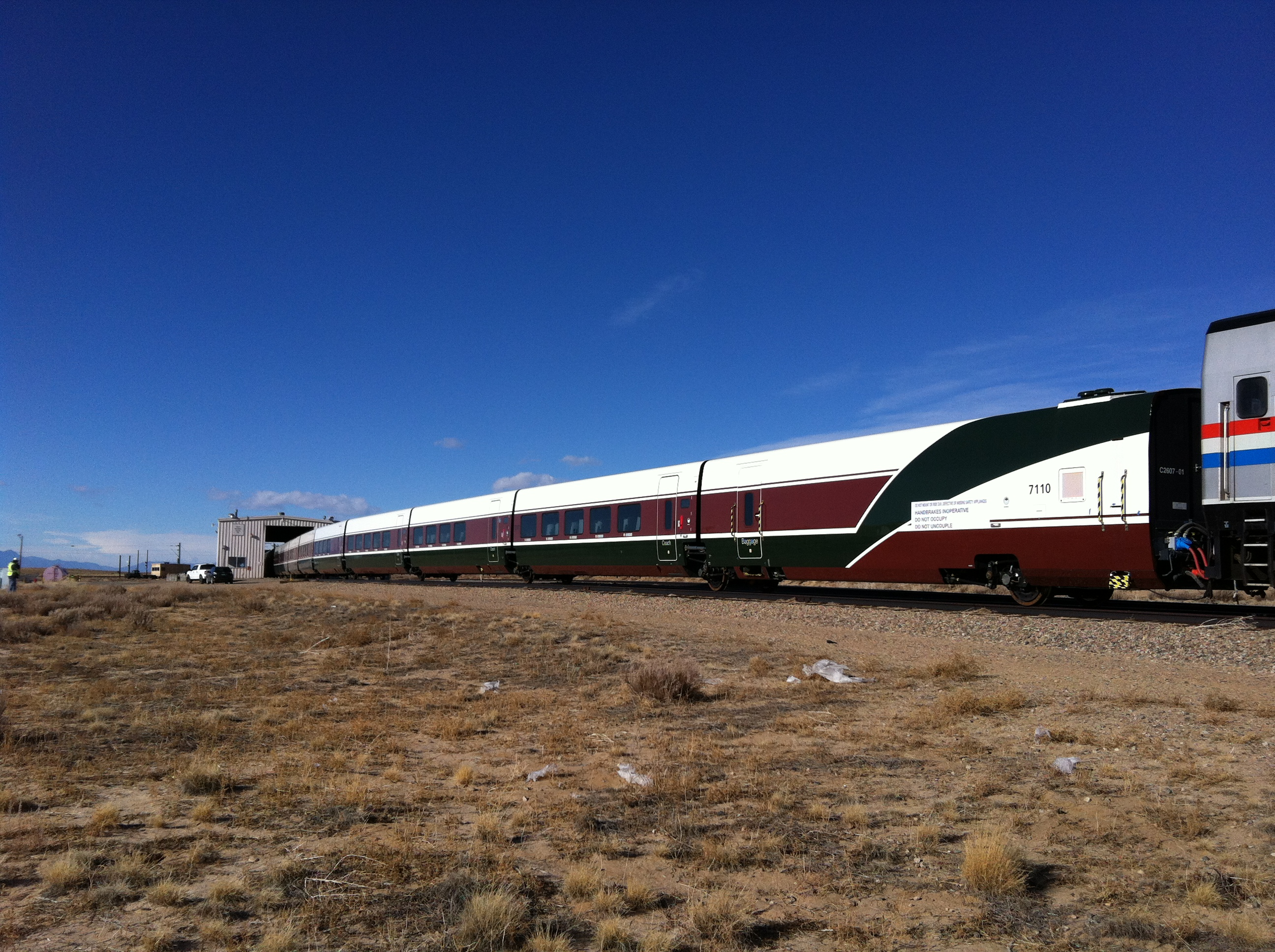
タルゴの試験車両